# Ralph Hanan

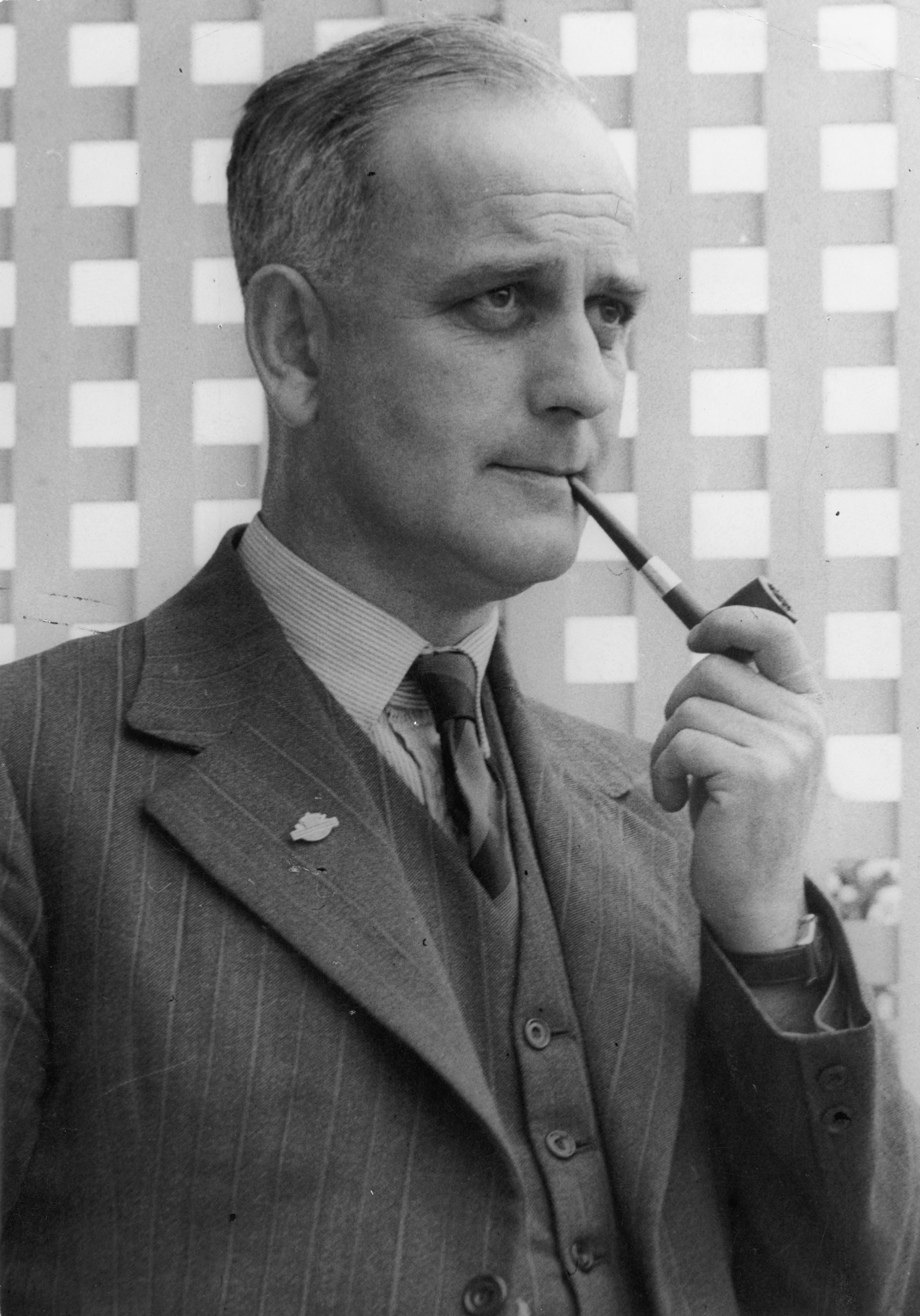
Ralph Hanan (1946)

Josiah Ralph Hanan (* 13. Juni 1909 in Invercargill, Region Southland, Südinsel, Neuseeland; † 24. Juli 1969 in Cairns, Queensland, Australien) war ein Politiker der New Zealand National Party, der zwischen 1946 und 1969 Mitglied des Repräsentantenhauses sowie mehrmals Minister verschiedener Ressorts war.

## Leben

### Rechtsanwalt, Bürgermeister und Zweiter Weltkrieg
Hanan war das jüngste von fünf Kindern des Kaufmanns James Albert Hanan und dessen Ehefrau Johanna Mary McGill sowie Neffe von Josiah Hanan, der zwischen 1899 und 1925 als Vertreter der Liberal Party Mitglied des Repräsentantenhauses sowie zeitweise Justiz- und Bildungsminister war. Er selbst begann nach dem Besuch der Southland Boys’ High School und der Waitaki Boys’ High School in Oamaru ein Studium der Rechtswissenschaften an der University of Otago. Nach Abschluss des Studiums kehrte er nach Invercargill zurück und nahm dort eine Tätigkeit als Rechtsanwalt auf. Seine politische Laufbahn begann er in der Kommunalpolitik, als er 1935 zum Mitglied des Stadtrates von Invercargill gewählt wurde. 1938 wurde er zum Bürgermeister von Invercargill gewählt und gründete dort 1939 mit seinem Freund Ian Arthur die Anwaltskanzlei Hanan Arthur and Company.
Zu Beginn des Zweiten Weltkrieges meldete sich Hanan im Januar 1940 freiwillig zum Militärdienst und trat 1941 von seinem Bürgermeisteramt zurück. In der Folgezeit nahm er als Angehöriger des 20th Canterbury-Otago Battalion an Kampfeinsätzen im Mittleren Osten sowie in Italien teil. Er wurde zuletzt zum Hauptmann befördert und drei Mal bei Gefechtseinsätzen verwundet, zuletzt beinahe tödlich. Nach Kriegsende kehrte er nach Invercargill zurück und nahm zusammen mit Ian Arthur die anwaltliche Tätigkeit wieder auf.

### Abgeordneter und Minister
Bei den Wahlen am 26./27. November 1946 wurde Hanan als Kandidat der New Zealand National Party im Wahlkreis Invercargill erstmals zum Mitglied des Repräsentantenhauses gewählt und war zunächst Hinterbänkler während der Oppositionsjahre bis 1949, aber auch in den ersten Regierungsjahren der National Party zwischen 1949 und 1954.
Am 26. November 1954 wurde Hanan von Premierminister Sidney Holland zum Minister für Gesundheit und Einwanderung (Minister of Health and Immigration) in dessen zweites Kabinett berufen. Dieses Ministeramt bekleidete er zwischen dem 20. September und dem 12. Dezember 1957 auch im darauf folgenden ersten Kabinett von Premierminister Keith Holyoake.
Nach dem Sieg der National Party bei der Wahl am 26. November 1960 wurde er von Premierminister Holyoake am 12. Dezember 1960 zum Generalstaatsanwalt und Justizminister (Attorney General and Minister of Justice) sowie zum Minister für Māori-Angelegenheiten (Minister of Māori Affairs) in dessen zweites Kabinett berufen. Diese Ministerämter hatte er auch im dritten Kabinett Holyoake bis zu seinem Tode am 13. Juli 1969 inne. Zugleich fungierte er im dritten Kabinett Holyoake zwischen dem 20. Dezember 1963 und seinem Tode als Minister für Inselterritorien (Minister of Island Territories).
Als Justizminister führte er mit maßgeblicher Unterstützung des Staatssekretärs im Justizministerium, John Lochiel Robson, zahlreiche bedeutende Gesetzesreformen durch. 1961 wurde das Strafgesetz (Crimes Act 1961) verabschiedet. Obwohl selbst ein Gegner der Todesstrafe, sah dieses Strafgesetz bei drei Straftaten (Landesverrat, Mord und Totschlag) die Todesstrafe vor. Während seiner Amtszeit kam es ferner zur Verabschiedung des Parliamentary Commissioner (Ombudsman) Act 1962, das per Gesetz erstmals in der englischsprachigen Welt nach skandinavischem Vorbild das Amt eines Ombudsmannes einführte. 1965 kam es zur Gründung der Law Revision Commission zur Überprüfung von Gesetzen und Erarbeitung möglicher Gesetzes- und Rechtsreformen, die 1985 zur Gründung einer ständigen Rechtskommission (Law Commission) führte. Weitere bedeutende Gesetzgebungsverfahren seiner Amtszeit waren das Strafprozessänderungsgesetz (Criminal Justice Amendment Act 1962), das Branntweinverkaufsgesetz (Sale of Liquor Act 1962), das Opferentschädigungsgesetz (Criminal Injuries Compensation Act 1963), das Ehegerichtsgesetz (Matrimonial Proceedings Act 1963) und das Gesetz zum Status von Kindern (Status of Children Act 1969).
Während seiner Amtszeit als Minister für Māori-Angelegenheiten kam es zur Verabschiedung des Maori Education Foundation 1961 sowie des Maori Affairs Amendment Act 1967, das dem Ministerium die Ermächtigung zur Neustrukturierung von Land- und Grundbesitzrechten der Māori gab, was allerdings keine allgemeine Akzeptanz bei den Māori fand. Als Minister für Inselterritorien schuf er Grundlagen für die Selbstverwaltung der Cookinseln. Als Abgeordneter trat Hanan für den Bau des in der Bevölkerung umstrittenen Kraftwerks Manapouri ein, das größte Kavernenkraftwerk des Landes am Lake Manapouri ein.
Aus seiner am 3. März 1939 in der St Paul’s Presbyterian Church von Invercargill geschlossenen Ehe mit Ruby Eirene Anderson gingen ein Sohn und eine Tochter hervor.